# Riad Asmat
Riad Asmat (ur. 17 listopada 1971 w Petaling Jaya, Selangor) – malezyjski dyrektor wykonawczy Caterhama w Formule 1 i szef Caterham Automotive do 2014 roku.

## Życiorys
Riad Asmat pracował w Nike oraz był zaangażowany w budowę toru wyścigowego Sepang International Circuit. Był dyrektorem generalnym Proton Holdings Berhad. W 2006 roku rozpoczął pracę w firmie Proton, gdzie opracował program sportów motorowych (m.in. dotyczący R3 i Proton Axle Team). Zaangażował firmę także w serię A1 Grand Prix.
Jest twórcą zespołu Caterham, który rozwijał od 2009 roku (początkowo jako Lotus Racing, następnie Team Lotus). W sierpniu 2011 roku w wyniku specjalnego głosowania Tony’ego Fernandesa i pozostałych akcjonariuszy został szefem Team Lotus, firmy Caterham Cars, zespołu Caterham Team Air Asia oraz wszystkich związanych z nimi instytucji. Był także dyrektorem wykonawczym Caterhama w Formule 1 i szefem Caterham Automotive. W 2014 roku opuścił Caterhama.